# 김유동
김유동(金裕東, 1954년 4월 9일 ~ )은 대한민국의 전 야구 선수로 포지션은 외야수였다.

## 선수 시절
김유동은 청원정보산업고등학교를 졸업하고 한양대학교에 입학해 1976년 제31회 대학 선수권 대회에서 5할의 타율을 기록하며, 타격상, 타점상, 수훈상도 받았다.
1982년 KBO리그가 출범함과 두산 베어스에 입단한 뒤 1982년 한국시리즈 6차전 4-3으로 앞선 9회초 삼성 라이온즈 투수 이선희를 상대로 9회초 쐐기 만루 홈런을 때려 MVP의 주인공이 되었다. 그러나 1984년 팀에서 방출되고 연봉 1200만 원에 삼미 슈퍼스타즈로 이적해. 1986년 청보 핀토스에서 은퇴했는데 프로야구 최초 등번호 0번 선수로  기록되기도 했다.

## 역대 선거 결과
|  | 9.80% |

|  | 6.81% |

|  | 2.48% |

|  | 5.49% |